# Sabine Eichenberger
Sabine Eichenberger, född den 25 september 1968, är en schweizisk kanotist.
Hon tog OS-silver i K-4 500 meter i samband med de olympiska kanottävlingarna 1996 i Atlanta.